# Институт за космически изследвания и технологии
Институтът за космически изследвания и технологии (съкратено ИКИТ или ИКИТ-БАН) е водещ научноизследователски институт на Българската академия на науките.
Главната сграда на ИКИТ се намира на адрес София, п.к. 1113, ул. „Акад. Георги Бончев“, бл. 1.

## История
Той е наследник на създадената през 1969 г. Група по физика на космоса при Президиума на БАН, прераснала през 1974 г. в Централна лаборатория за космически изследвания; неин директор е професор (по-късно академик) Кирил Серафимов. Създаден е филиал в Стара Загора под ръководството на Митко Гогошев с името Международен ситуационен център. С постановление на Министерския съвет лабораторията е преобразувана в Институт за космически изследвания през 1987 г.
При реформа на БАН институтът е слят заедно с Института по слънчево-земни въздействия в Институт за космически и слънчево-земни изследвания. Дейността му понастоящем е наследена от Института за космически изследвания и технологии (ИКИТ) на БАН, създаден през 2010 г.

## Структура
Понастоящем ръководството на ИКИТ включва: директор – проф. д-р инж. Георги Желев, заместник-директор – проф. дтн Георги Сотиров, научен секретар – доц. д-р инж. Деница Борисова, председател на Общото събрание на учените – проф. д-р Катя Георгиева.
Структурата на ИКИТ включва научни направления (със секции) и филиал:
Научни направления
- „Физика на Космоса“
  - „Космическа астрофизика“
  - „Космическа физика“
  - „Слънчево-земна физика“
- „Дистанционни изследвания на Земята и планетите“
  - „Дистанционни изследвания и ГИС“
  - „Системи за дистанционни изследвания“
  - „Аерокосмическа информация“
- „Аерокосмически системи и технологии“
  - „Аерокосмическа техника и технологии“
  - „Аерокосмически системи за управление“
  - „Космическо материалознание“

Филиал, Стара Загора
Секция „Атмосферни оптични изследвания“, обсерватория, „Космос“ ООД

## Научни области
Областите, в които институтът развива дейността си, са:
- космическа физика – изследване на космически източници на лъчение и тяхното взаимодействие с космическата плазма – изучава се също директното и индиректното въздействие на космическото лъчение върху структурата и динамиката на атмосферата;
- дистанционно изследване на Земята от космоса – за целите на екологията, комуникациите, навигацията;
- аерокосмически технологии – разработване на системи за управление на авиационни и космически апарати; безпилотна летателна техника; изследване и получаване на нови фрикционни и свръхтвърди материали в областта на космическото материалознание.

## Научни проекти
Институтът е участвал в изготвянето на апаратура и експерименти за следните спътници и проекти:
- Интеркосмос 8, 12, 14, 19
- Интеркосмос-България-1300
- Метеор-Природа
- Вертикал 3, 4, 6, 7, 9, 10
- Чандраян

Помощна дейност е извършвана при работата по орбиталните станции Мир и Салют-6, както и при проектирането и експлоатацията на спътниците „Активен“, Гранат, Интербол, Апекс и Фобос и космическата станция Вега.
ИКИ е изготвял и осъществявал научните програми при полетите на българските космонавти Георги Иванов и Александър Александров. Разработил е научния инструмент RADOM-7, който е интегриран в апарата Чандраян за изследване на Луната и в някои китайски спътници.
Институтът тясно си сътрудничи със сродни български и международни институти и организации: COSPAR, IAF, Международен астрономически съюз, ИКИ-РАН, ИМБП-РАН и ИЗМИРАН, Москва, Русия, Европейска космическа агенция, НАСА, САЩ, DARA, Германия, Национален център за космически изследвания на Франция, COPUOS-UN, JAXA, Япония, ISRO, Индия и др. Работи съвместно със специалисти от Чехия, Унгария, Индия, Украйна и др.